# 打箭马先蒿
打箭马先蒿（学名：Pedicularis tatsienensis）为列当科马先蒿属的植物，为中国的特有植物。分布于中国大陆的云南、四川等地，生长于海拔4,100米至4,400米的地区，多生在高山草地中，目前尚未由人工引种栽培。